# Château de Barbaresco
Le château de Barbaresco (en italien : Castello di Barbaresco) est un ancien château situé dans la commune de Barbaresco au Piémont en Italie.

## Histoire
Après avoir appartenu aux marquis de Montferrat et aux Visconti, le château, ainsi que la voisine tour de Barbaresco, passe finalement aux Savoie en 1631.
En mauvais état, il est entièrement rénové à l’époque baroque, prenant ainsi l’apparence d’une grande résidence seigneuriale, à l’exception des petites tours d’angle encore visibles, dernier vestige de sa fonction militaire d’origine.